# Carsten Erdmann
Carsten Erdmann (* 9. Juni 1966) ist ein deutscher Journalist. Er ist Chefredakteur Digitale Produkte der Regionalmedien der Funke Mediengruppe.

## Berufliche Karriere
Von 2004 bis 2018 war Erdmann Chefredakteur der Berliner Morgenpost. Zuvor arbeitete er in Hamburg für die zum Axel-Springer-Verlag gehörenden Publikationen Die Welt und Welt am Sonntag tätig.
Unter Erdmanns Leitung wurde die Berliner Morgenpost mehrmals mit dem Theodor-Wolff-Preis, dem Konrad-Adenauer-Preis, dem Wächterpreis der deutschen Tagespresse, dem Deutschen Reporterpreis sowie mit Design-Preisen der Society for Newsdesign und des Art Directors Club ausgezeichnet. 2011 wurde die Berliner Morgenpost von einer internationalen Jury zur European Newspaper of the Year gewählt.
Von 2006 bis zum Verkauf der Berliner Morgenpost an die Funke Mediengruppe im Mai 2014 war Erdmann Mitglied der Chefredakteursrunde der Gemeinschaftsredaktion von Die Welt, Welt am Sonntag und Berliner Morgenpost und war im Jahr 2012 mitverantwortlich für die sogenannte Online-First-Strategie und den digitalen Kurswechsel der Zeitungsgruppe.
Von 2018 bis 2022 war Erdmann Chefredakteur Digital in der Funke Zentralredaktion und leitete zudem die Stabsstelle Digitale Transformation des Medienhauses.
Erdmann gehört seit 2020 zum Board of Directors der International News and Media Association (INMA).

## Buchveröffentlichungen
- Carsten Erdmann (Hrsg.): Ausflüge in und um Berlin. Die schönsten Ziele mit ausführlichem Serviceteil. 3. Aufl., Ullstein, Berlin 2010, ISBN 978-3-942481-01-4.
- Carsten Erdmann (Hrsg.): Gourmetspitzen - Die besten 100 Restaurants in Berlin. 1. Aufl., Ullstein, Berlin 2010, ISBN 978-3-942481-00-7.